# Otta Prokeš
Otta Prokeš (4. února 1922 – 18. srpna 1971) byl český fotbalový obránce nebo záložník.

## Fotbalová kariéra
S fotbalem začínal v rodných Nýřanech, během německé okupace hrál v SK Tlučná západočeskou I. A třídu. Jako velmi talentovaného hráče ho v roce 1944 získal SK Plzeň. V první sezoně po válce začal hrát za tento klub divizi českého venkova.
Na začátku roku 1946 se stal hráčem prvoligového týmu SK Viktoria Plzeň. První ligový zápas Prokeš odehrál 24. března 1946 proti Prostějovu (Viktoria Plzeň vyhrála 5:2). Na posledy v I. lize nastoupil na jaře 1948 proti Čechii Karlín. Celkem v I. lize vstřelil 2 branky.
Od léta 1948 nastupoval opět za Nýřany, nejprve v oblastní divizi jih (1948) a později v krajských soutěžích.